# Ricardo Pinzón Hidalgo
Ricardo Pinzón Hidalgo es un fotógrafo colombiano conocido por su trabajo en el medio artístico de su país, especializado en fotografía de celebridades, retratos y editoriales de moda.

## Desarrollo profesional
Ricardo Pinzón ha trabajado con revistas como Esquire Colombia (Director de Fotografía 2012-2016)' 'Bloomberg, Getty images, New York Times Magazine, American Express Journal International de Alemania

## Enlaces
- Ricardo Pinzón
- Ricardo Pinzón (enlace roto disponible en Internet Archive; véase el historial, la primera versión y la última).
- Excerpts from a diary Archivado el 4 de noviembre de 2015 en Wayback Machine.
- Esquire] (enlace roto disponible en Internet Archive; véase el historial, la primera versión y la última).

- Lo que cuenta es la estética | Cromos

- Datos: Q23641338
- Multimedia: Ricardo Pinzón Hidalgo / Q23641338